# Rispetorps herrgård
Rispetorps herrgård är en herrgård i Hallingebergs socken i Västerviks kommun.
Huvudbyggnaden uppfördes omkring 1851 och flankeras av 2 flyglar, varav den nordliga är flyttad till sin nuvarande position och således äldre än huvudbyggnaden. Fastigheten omfattar cirka 750 hektar, varav knappt 100 hektar åkermark och delar av sjön Långrammen. Tillhörande ekonomibyggnader är bl.a. stall, hönshus, statarebostad för 4 familjer, ett eget vattenkraftverk för produktion av el, smedja och snickeri, ladugård och magasinsbyggnader, svinhus etc. Till gården hörde från början också flera torp såsom Nytorp, Gåskullen Sofielund och Lugnet. Herrgården är i släkten Augustinis ägo för sjunde generationen i rad. 